# JaJaMaru Gekimaden: Maboroshi no Kinmajou
JaJaMaru Gekimaden: Maboroshi no Kinmajou (おいらじゃじゃ丸！～世界大冒険～?) es un juego de rol de acción para Famicom (NES). Fue lanzado en 1990 por Jaleco a un mercado exclusivo de Japón.
El juego es parte de la serie Ninja JaJaMaru-kun, que tuvo su debut en Famicom y ha tenido juegos en varias plataformas diferentes.